# Déclaration constitutionnelle égyptienne de 2013
Pour les articles homonymes, voir Déclaration constitutionnelle égyptienne.
Lire en ligne

Déclaration constitutionnelle de 2013 sur le site de l'université de Perpignan

Constitution égyptienne de 2012 Constitution égyptienne de 2014
La Déclaration constitutionnelle de la République arabe d'Égypte est la loi fondamentale provisoire de l'Égypte de 2013 à 2014.

## Pages connexes
- Constitution égyptienne de 1971
- Constitution égyptienne de 2012
- Constitution égyptienne de 2014